# هربرت يوجين بولتون
هربرت يوجين بولتون (بالإنجليزية: Herbert Eugene Bolton) هو مؤرخ أمريكي، ولد في 20 يوليو 1870 في وليتون في الولايات المتحدة، وتوفي في 30 يناير 1953 في بيركيلي في الولايات المتحدة.

## وصلات خارجية
- هربرت يوجين بولتون على موقع الموسوعة البريطانية (الإنجليزية)